# Hong Kong Island

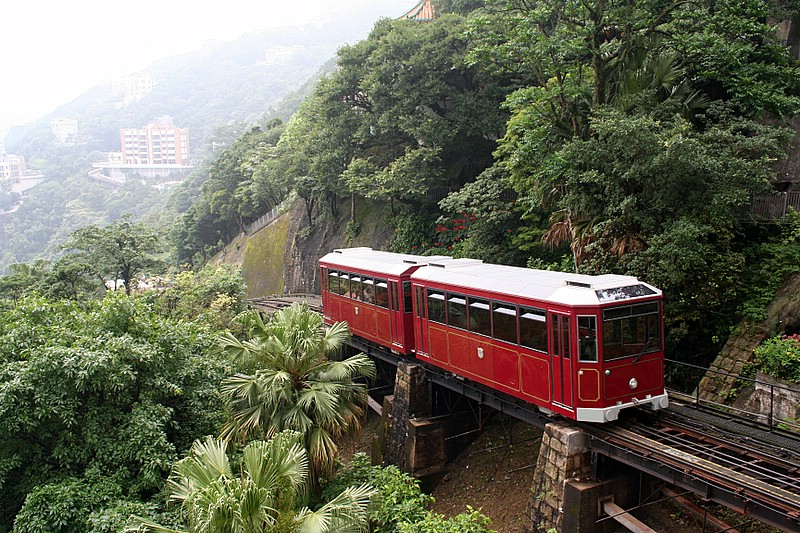
Peak Tram, The Peak 2007

Hong Kong Island (chinesisch 香港島 / 香港岛, Pinyin Xiānggǎng Dǎo, Jyutping Hoeng1gong2 Dou2, kurz: 港島 / 港岛,  Gǎngdǎo, Jyutping Gong2dou2) ist eine Insel im südlichen Teil von Hongkong. Auf Hong Kong Island leben 1.195.529 Menschen (Stand: 2021). Die Bevölkerungsdichte beträgt 15.328/km². Nach der Eroberung der Insel durch die Briten in den 1840ern wurde die Stadt Victoria City gegründet. Der Central genannte Bereich auf der Insel ist das historische, politische und ökonomische Zentrum von Hongkong. Die Nordküste der Insel bildet das südliche Ufer des Victoria Harbour.
Auf Hong Kong Island gibt es viele Sehenswürdigkeiten, wie den Victoria Peak, viele historische Stätten und verschiedene große Einkaufszentren. Unter Wanderern sind die Gebirgszüge auf der Insel bekannt.

## Geschichte

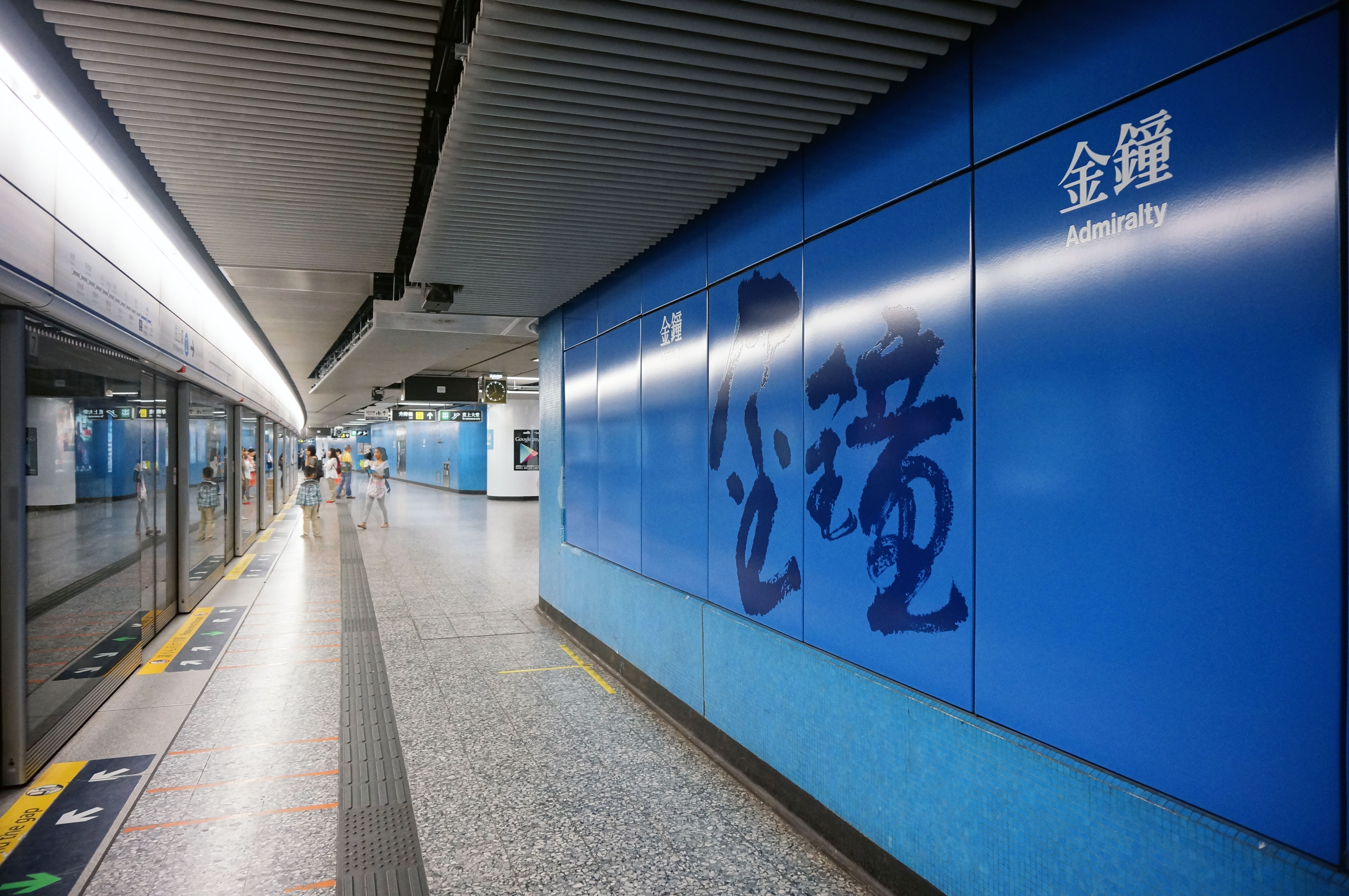
MTR-Haltestelle Admiralty, 2014

Am 26. Januar 1841 nahm Commodore James Bremer Hong Kong Island am Possession Point für die britische Krone in Besitz. Nach der Landung am Possession Point wurde die Insel „barren rock“ („unfruchtbarer Felsen“) getauft. Am 1. Februar veröffentlichte er mit dem Generalbevollmächtigten Charles Elliot eine Proklamation an die Einwohner, die die Insel zum britischen Territorium erklärte. 1842 sprach der Vertrag von Nanking die Insel offiziell Großbritannien zu.
Im Zweiten Weltkrieg verteidigten britische, kanadische und indische Streitkräfte sowie die freiwilligen Verteidigungskräfte Hong Kongs die Insel vor den japanischen Angriffen am 8. Dezember 1941, acht Stunden nach dem Angriff auf Pearl Harbor. Trotzdem konnten die in Überzahl angreifenden Japaner zunächst die Luftüberlegenheit erringen. Briten und Inder zogen sich unter heftigem Bombardement und Artilleriefeuer zurück. Auf der Insel dauerten die heftigen Kämpfe zwischen japanischen und kanadischen Streitkräften an, jedoch konnten sich die Kanadier nicht lange behaupten.
Hong Kong fiel am 25. Dezember 1941. Dieser Tag ging als „schwarze Weihnacht“ in die Geschichte ein. Mark Aitchison Young, der Gouverneur von Hong Kong persönlich, erklärte die Aufgabe im vorübergehenden japanischen Hauptquartier im Peninsula Hotel, Hongkong. Isogai Rensuke wurde der erste japanische Gouverneur Hong Kongs. Die Eroberung hatte eine Inflation und Nahrungsknappheit zur Folge, der Hong Kong Dollar wurde für ungültig erklärt. Des Weiteren wurden 10.000 Frauen in den Tagen nach der Einnahme Hong Kongs vergewaltigt, und viele Regimekritiker exekutiert. Die japanische Regierung verkleinerte die Rationen, um die Versorgung der Soldaten sicherzustellen. Unzählige Familien mussten auf das unbewohnbar gewordene Festland ziehen. Als die Japaner am 14. August 1945 den Vereinigten Staaten ihre Kapitulation verkündeten, war die Einwohnerzahl von 1,6 Millionen vor dem Krieg auf 600.000 geschrumpft.

## Geographie
Hong Kong Island ist nach Lantau Island die zweitgrößte Insel der Region Hongkong. Die Fläche beträgt 80,4 km², was etwa 7 % der Gesamtfläche der Region entspricht. Sie ist durch den Victoria Harbour vom Festland getrennt.
Hong Kong Island ist sehr bergig, das Höhenniveau reicht von 0 m am Südchinesischen Meer bis zu 552 m (Victoria Peak).

### Gliederung
Die vier administrativen Bezirke auf Hong Kong Island sind:
- Central and Western District
- Eastern District
- Southern District
- Wan Chai District

### Infrastruktur
Die Island Line des MTR–Untergrundbahnnetzes führt an der Nordküste der Insel entlang. Die South Island Line, die nach Ap Lei Chau, eine vorgelagerte Insel an der Südküste von Hong Kong Island, führt, wurde Ende 2016 eröffnet. Des Weiteren verkehren die Hong Kong Tramways und die Peak Tram auf Hong Kong Island.
Hong Kong Island ist mit zwei Straßentunneln (CHT und WHC), zwei U-Bahntunneln und einem kombinierten Tunnel für den Bahn- und Straßenverkehr (EHC) an die Halbinsel Kowloon angeschlossen. Ein vierter Straßen- und Bahntunnel ist in Planung, um die Auslastung während der Stoßzeiten zu vermindern. Zum Festland existiert keine Brücke, nur im Southern District an der Südküste der Insel gibt es seit 1983 eine Brückenverbindung für den Autoverkehr zwischen der vorgelagerte Insel Ap Lei Chau und Aberdeen auf Hong Kong Island-Seite. Seit der Inbetriebnahme der South Island Line 2016 gibt es eine weitere Brücke für die U-Bahn-Anbindung.
Der Central Mid-Levels Escalator verbindet Central und Mid-Levels miteinander und ist das längste überdachte und außenstehende Rolltreppensystem der Welt.